# バディ・アドラー
バディ・アドラー（E. Maurice "Buddy" Adler, 1909年7月22日 – 1960年7月22日）は、アメリカ合衆国の映画プロデューサー。アカデミー賞をとったことのある彼は、20世紀フォックスの制作代表を務めたことがある。

## 人物
ニューヨーク州ニューヨーク市生まれ。
1940年に俳優のアニタ・ルイーズ（1915-1970年）と結婚し、2児をもうける。
1954年、『地上より永遠に』をプロデュースし、アカデミー作品賞を受賞。1956年にも『慕情』で同じ賞にノミネートされた。また、1956年にはマリリン・モンロー主演の映画『バス停留所』のプロデュースにも携わる。
1957年にはアービング・G・タルバーグ賞を受賞し、翌年には生涯を通して映画に貢献したということでゴールデングローブ賞 セシル・B・デミル賞を受賞。
51歳の時、ロサンゼルスで肺がんのため死亡し、カリフォルニア州グレンデールにあるフォレスト・ローン・メモリアル・パーク墓地に埋葬された。妻であるアニタ・ルイーズも、彼の死去から10年後に亡くなった。

## プロデュース作品
- 六番目の幸福 The Inn of the Sixth Happiness  (1958)
- 南太平洋 South Pacific  (1958)
- 夜を逃れて A Hatful of Rain  (1957)
- 白い砂 Heaven Knows, Mr. Allison  (1957)
- 追想 Anastasia  (1956)
- バス停留所 Bus Stop  (1956)
- 流転の女 The Revolt of Mamie Stover  (1956)
- 瓶の底（脱獄囚） The Bottom of the Bottle  (1956)
- スカートをはいた中尉さん The Lieutenant Wore Skirts  (1956)
- The Left Hand of God  (1955)
- 慕情 Love Is a Many-Splendored Thing  (1955)
- 東京暗黒街・竹の家 House of Bamboo  (1955)
- 一攫千金を夢見る男 Soldier of Fortune  (1955)
- 恐怖の土曜日 Violent Saturday  (1955)
- 地上より永遠に From Here to Eternity  (1953)
- 情炎の女サロメ Salome (1953)
- 廃墟の守備隊 Last of the Comanches  (1953)
- Paula (1952)
- The Harlem Globetrotters (1951)
- Saturday's Hero (1951)
- No Sad Songs for Me (1950)
- 特ダネ女史 A Woman of Distinction (1950)
- Tell It to the Judge (1949)
- The Dark Past (1948)
- Quicker'n a Wink (1940)